# Hisayoshi Harasawa

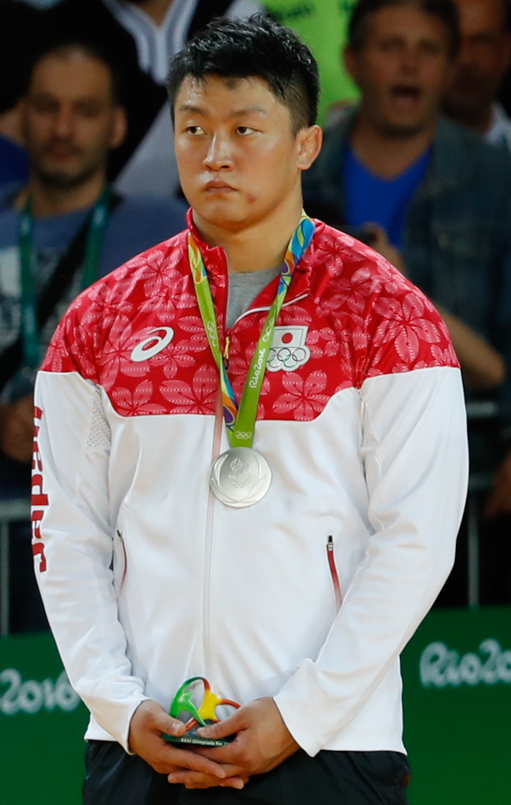
Harasawa bei der olympischen Siegerehrung 2016

Hisayoshi Harasawa (jap. 原沢久喜, Harasawa Hisayoshi; * 3. Juli 1992 in Shimonoseki) ist ein japanischer Judoka. Er war Olympiazweiter 2016 im Schwergewicht.

## Sportliche Karriere
Der 1,91 m große Hisayoshi Harasawa siegte 2015 bei der Universiade in Gwangju. Danach gewann er die Grand-Slam-Turniere in Tjumen, Paris, Tokio und noch einmal Paris. Bei den Olympischen Spielen 2016 in Rio de Janeiro bezwang er in seinem ersten Kampf den Georgier Adam Okruaschwili durch eine Bestrafung des Georgiers. Seine nächsten Gegner Ushangi Kokauri aus Aserbaidschan, den Kubaner Álex García und im Halbfinale den Usbeken Abdullo Tangriyev besiegte Harasawa jeweils durch Ippon. Im Finale traf Harasawa auf den französischen Titelverteidiger Teddy Riner, der die Goldmedaille nach einer Strafe für den Japaner gewann.
Bei den Weltmeisterschaften 2017 in Budapest unterlag Harasawa in seinem ersten Kampf dem Österreicher Stephan Hegyi. Ein Jahr später bei den Weltmeisterschaften in Baku unterlag Harasawa im Viertelfinale dem Mongolen Öldsiibajaryn Düürenbajar. Mit Siegen in der Hoffnungsrunde über den Niederländer Roy Meyer und den Usbeken Bekmurod Oltiboyev erkämpfte Harasawa eine Bronzemedaille. 2019 bei den Weltmeisterschaften in Tokio bezwang er im Viertelfinale den Brasilianer Rafael Silva und im Halbfinale den georgischen Titelverteidiger Guram Tuschischwili, im Finale unterlag er dem Tschechen Lukáš Krpálek. 2021 gewann Harasawa den Titel bei den Asien-Pazifik-Meisterschaften. Bei den Olympischen Spielen in Tokio verlor er im Kampf um Bronze gegen Teddy Riner und belegte den fünften Platz.